# José Rosado
José Antonio Rosado (né le 9 novembre 1974 à Newark, New Jersey, États-Unis) est un ancien lanceur gaucher de baseball.
Américain d'origine portoricaine, il a une courte carrière dans la Ligue majeure de baseball, jouant pour les Royals de Kansas City de 1996 à 2000 avant qu'une blessure à la coiffe du rotateur de l'épaule gauche ne le force à la retraite à l'âge de 25 ans. Il représente le club de Kansas City au match des étoiles en 1997 et 1999.

## Carrière
José Rosado joue au baseball au Galveston College de Galveston (Texas) et est choisi par les Royals de Kansas City au 12e tour de sélection du repêchage amateur de 1994. Il fait ses débuts dans le baseball majeur avec Kansas City le 12 juin 1996. Même si la saison est alors déjà amorcée pour les Royals, il tire son épingle du jeu suffisamment pour terminer 4e du vote de fin d'année désignant la meilleure recrue de la Ligue américaine après avoir conservé une moyenne de points mérités de 3,21 en 16 départs. Le 16 septembre 1996, Rosado est victime d'un triple de Paul Molitor, ce qui est le 3 000e coup sûr en carrière du futur joueur élu au Temple de la renommée du baseball.
Gaucher prometteur, Rosado connaît de bons débuts dans les majeures mais est utilisé très fréquemment par les gérants des Royals, Bob Boone (1996-1997) et Tony Muser (1997-2000). Le jeune lanceur accumule 203 manches et un tiers de travail en 1997 et 208 manches lancées deux saisons plus tard, une charge de travail considérable qui est l'une des causes probables des problèmes médicaux qu'il développe rapidement et mène à la fin prématurée de sa carrière sportive.
Rosado est invités aux matchs d'étoiles de 1997 et 1999. Les Royals sont peu compétitifs durant cette période, perdant en moyenne 90 matchs par saison, et Rosado est chaque fois le seul joueur représentant le club à l'annuelle partie d'étoiles de mi-campagne. Le 8 juillet 1997 au Jacobs Field de Cleveland, Rosado est le lanceur gagnant du match des étoiles remporté 3-1 par les joueurs de la Ligue américaine sur leurs homologues de la Ligue nationale, même si c'est contre lui que les vaincus marquent leur seul point, à la faveur d'un coup de circuit de Javy López.
Après la saison 1999, Rosado ne dispute que cinq rencontres, ses cinq dernières dans les majeures, en 2000. Sur cinq ans, il dispute 125 matchs des Royals, dont 112 comme lanceur partant. Sa moyenne de points mérités en carrière dans les majeures s'élève à 4,27 en 720 manches et un tiers lancées, avec 11 matchs complets dont deux blanchissages et 484 retraits sur des prises. N'ayant joué que pour des équipes aux fiches perdantes, il a remporté 37 victoires contre 45 défaites avec Kansas City. 
En 2015, Rosado est engagé comme instructeur des lanceurs par le Thunder de Trenton, un club des ligues mineures de baseball.